# Coeloides guizhouensis
Coeloides guizhouensis är en stekelart som beskrevs av Yang 1996. Coeloides guizhouensis ingår i släktet Coeloides och familjen bracksteklar. Inga underarter finns listade i Catalogue of Life.